# Selección masculina de voleibol de Cuba
La selección de voleibol de Cuba es el equipo masculino representativo de voleibol de Cuba en las competiciones internacionales organizadas por la Confederación de Norteamérica, Centroamérica y el Caribe de Voleibol (NORCECA), la Federación Internacional de Voleibol (FIVB) o el Comité Olímpico Internacional (COI). La organización de la selección está a cargo de la Federación Cubana De Voleibol.

## Historia
La selección cubana es la selección más laureada de Norteamérica y ha logrado subir al podio en cada una de las 23 las ediciones del Campeonato NORCECA, ganando 15.
A nivel mundial también es reconocida como una de las que más tradición tienen, aunque sus resultados son muy discontinuos. Después de la medalla de bronce conseguida en los Juegos Olímpicos de 1976, vive su edad dorada en los años 90 ganando numerosas medallas en la Liga Mundial, incluida la de oro en 1998 y en la Copa Mundial.
También roza el título mundial en 1990, siendo derrotada por Italia en la final por 1-3; repite subcampeónato en 2010, esta vez cayendo por 0-3 frente a Brasil.

## Equipo

### Plantel Nacional
Esta lista de 15 jugadores fue presentada para el Campeonato Mundial de 2022.
| N.º | Nombre                | Edad                 | Altura | Peso   | Ataque  | Bloqueo | Posición | Club                  |
| --- | --------------------- | -------------------- | ------ | ------ | ------- | ------- | -------- | --------------------- |
| 14  | Adrián Goide          | 26/06/1998 (26 años) | 1.92 m | 92 kg  | 3.44 cm | 3.40 cm | Armador  | Brasília Vôlei        |
| 11  | Lyvan Taboada         | 04/10/1998 (26 años) | 1.99 m | 85 kg  | 3.43 cm | 3.27 cm | Armador  | Stiinta Explorari     |
| 10  | Miguel Gutiérrez      | 21/02/1997 (28 años) | 1.99 m | 96 kg  | 3.63 cm | 3.35 cm | Opuesto  | VP Prata              |
| 12  | Jesús Herrera         | 04/04/1995 (29 años) | 1.96 m | 89 kg  | 3.55 cm | 3.40 cm | Opuesto  | Sir Safety Perugia    |
| 4   | Michael Sánchez       | 5/06/1986 (38 años)  | 2.06 m | 100 kg | 3.65 cm | 3.40 cm | Opuesto  | Farma Conde Vôlei     |
| 9   | Liván Osoria          | 05/02/1994 (31 años) | 2.01 m | 96 kg  | 3.45 cm | 3.25 cm | Central  | AS Cannes             |
| 13  | Robertlandy Simón     | 11/06/1987 (37 años) | 2.08 m | 114 kg | 3.87 cm | 3.50 cm | Central  | Pallavolo Piacenza    |
| 5   | Javier Concepción     | 27/12/1997 (27 años) | 2.00 m | 84 kg  | 3.56 cm | 3.50 cm | Central  | Stade Poitevin Volley |
| 18  | Miguel Ángel López    | 25/3/1997 (27 años)  | 1.90 m | 85 kg  | 3.63 cm | 3.45 cm | Punta    | Sada Cruzeiro         |
| 23  | Marlon Yant           | 23/5/2001 (23 años)  | 2.04 m | 100 kg | 3.70 cm | 3.45 cm | Punta    | Lube Civitanova       |
| 2   | Osniel Melgarejo      | 18/12/1997 (27 años) | 1.98 m | 93 kg  | 3.63 cm | 3.46 cm | Punta    | Allianz Milano        |
| 22  | José Miguel Gutiérrez | 27/10/2001 (23 años) | 1.94 m | 80 kg  | 3.50 cm | 3.35 cm | Punta    | Chaumont VB           |
| 7   | Yonder García         | 26/02/1993 (32 años) | 1.83 m | 78 kg  | 3.25 cm | 3.20 cm | Líbero   | La Habana             |
| 24  | Alain Gourguet        | 28/12/1993 (31 años) | 1.89 m | 84 kg  | 3.35 cm | 3.35 cm | Líbero   | Libre                 |

Entrenador: Nicolas Vives

## Historial
| \| - Tokío 1964: No clasificada - México 1968: No clasificada - Múnich 1972: 10° - Montreal 1976: Bronce \| - Moscú 1980: 7° - Los Ángeles 1984: No clasificada - Seúl 1988: No clasificada - Barcelona 1992: 4° \| - Atlanta 1996: 6° - Sídney 2000: 7° - Atenas 2004: No clasificada - Pekín 2008: No clasificada \| - Londres 2012: No clasificada - Río de Janeiro 2016: 11º - Tokío 2020: No clasificada \| | |                                                                                                 |                                                                                        |
| - Tokío 1964: No clasificada - México 1968: No clasificada - Múnich 1972: 10° - Montreal 1976: Bronce | - Moscú 1980: 7° - Los Ángeles 1984: No clasificada - Seúl 1988: No clasificada - Barcelona 1992: 4° | - Atlanta 1996: 6° - Sídney 2000: 7° - Atenas 2004: No clasificada - Pekín 2008: No clasificada | - Londres 2012: No clasificada - Río de Janeiro 2016: 11º - Tokío 2020: No clasificada |

| \| - 1949: No clasificada - 1952: 17° - 1956: 19° - 1960: No clasificada - 1962: No clasificada \| - 1966: 17° - 1970: 13° - 1974: 8° - 1978: 3° - 1982: 10° \| - 1986: 5° - 1990: 2° - 1994: 4° - 1998: 3° - 2002: 19° \| - 2006: 15° - 2010: 2° - 2014: 11° - 2018: 18º - 2022: 14º \| |                                                           |                                                         |                                                            |
| - 1949: No clasificada - 1952: 17° - 1956: 19° - 1960: No clasificada - 1962: No clasificada | - 1966: 17° - 1970: 13° - 1974: 8° - 1978: 3° - 1982: 10° | - 1986: 5° - 1990: 2° - 1994: 4° - 1998: 3° - 2002: 19° | - 2006: 15° - 2010: 2° - 2014: 11° - 2018: 18º - 2022: 14º |

| \| - 1990: No clasificada - 1991: 2° - 1992: 2° - 1993: 4° - 1994: 2° - 1995: 3° - 1996: 4 \| - 1997: 2° - 1998: Campeón - 1999: 2° - 2000: 8° - 2001: 5° - 2002: 13° - 2003: 13° \| - 2004: 7° - 2005: 3° - 2006: 7° - 2007: 7° - 2008: 10° - 2009: 4° - 2010: 4° \| - 2011: 8° - 2012: 3° - 2013: 13° - 2014: 21° - 2015: 18° - 2016: 22° - 2017: No clasificada \| |                                                                                     |                                                                               |                                                                                              |
| - 1990: No clasificada - 1991: 2° - 1992: 2° - 1993: 4° - 1994: 2° - 1995: 3° - 1996: 4 | - 1997: 2° - 1998: Campeón - 1999: 2° - 2000: 8° - 2001: 5° - 2002: 13° - 2003: 13° | - 2004: 7° - 2005: 3° - 2006: 7° - 2007: 7° - 2008: 10° - 2009: 4° - 2010: 4° | - 2011: 8° - 2012: 3° - 2013: 13° - 2014: 21° - 2015: 18° - 2016: 22° - 2017: No clasificada |

| \| - 1969: Campeón - 1971: Campeón - 1973: 2° - 1975: Campeón - 1977: Campeón - 1979: Campeón - 1981: Campeón \| - 1983: 3° - 1985: 2° - 1987: Campeón - 1989: Campeón - 1991: Campeón - 1993: Campeón - 1995: Campeón \| - 1997: Campeón - 1999: 2° - 2001: Campeón - 2003: 3° - 2005: 2° - 2007: 3° - 2009: Campeón \| - 2011: Campeón - 2013: 3° - 2015: 2° - 2017: Ausente - 2019: Campeón - 2021: 4° \| | |                                                                                             |                                                                                  |
| - 1969: Campeón - 1971: Campeón - 1973: 2° - 1975: Campeón - 1977: Campeón - 1979: Campeón - 1981: Campeón | - 1983: 3° - 1985: 2° - 1987: Campeón - 1989: Campeón - 1991: Campeón - 1993: Campeón - 1995: Campeón | - 1997: Campeón - 1999: 2° - 2001: Campeón - 2003: 3° - 2005: 2° - 2007: 3° - 2009: Campeón | - 2011: Campeón - 2013: 3° - 2015: 2° - 2017: Ausente - 2019: Campeón - 2021: 4° |

| \| - 1965: No clasificada - 1969: 9° - 1977: 3° - 1981: 2° \| - 1985: No clasificada - 1989: Campeón - 1991: 2° - 1995: 6° \| - 1999: 2° - 2003: No clasificada - 2007: No clasificada - 2011: 5° \| - 2015: No clasificada - 2019: No clasificada \| |                                                              |                                                                     |                                               |
| - 1965: No clasificada - 1969: 9° - 1977: 3° - 1981: 2° | - 1985: No clasificada - 1989: Campeón - 1991: 2° - 1995: 6° | - 1999: 2° - 2003: No clasificada - 2007: No clasificada - 2011: 5° | - 2015: No clasificada - 2019: No clasificada |

### Otras competiciones
| Grand Champions Cup - : 2001 - : 2009 - : 1993, 1997 World Top Four FIVB - : 1990 | Copa América - : 2000, 2008 - : 2001 - : 2005, 2007 Copa Panamericana - : 2014 - : 2007 |

## Medallero
| Competición        | Oro | Plata | Bronce | Total |
| ------------------ | --- | ----- | ------ | ----- |
| Juegos Olímpicos   | 0   | 0     | 1      | 1     |
| Campeonato Mundial | 0   | 2     | 2      | 4     |
| Campeonato NORCECA | 16  | 5     | 4      | 23    |
| Liga Mundial       | 1   | 5     | 3      | 9     |
| Copa Mundial       | 1   | 3     | 1      | 5     |
| Total              | 18  | 15    | 11     | 44    |